# Ebba Grön 1978–1982
Ebba Grön 1978–1982 är ett samlingsalbum från 1987 bestående av Ebba Gröns största och mest framgångsrika låtar. Det släpptes för att tillgängliggöra bandets musik på det då nya formatet CD. Innehåller låtar som deras paradnummer Staten & kapitalet, en låt som ursprungligen är en progglåt skriven av Blå Tåget. På häftets baksida finns även Ebbas avskedsbrev som de skickade till TT då de hade bestämt sig för att lägga av. I häftet står även alla texter till låtarna på skivan, alla låtar förutom låt nummer nio Beväpna Er, som ansågs för "elak" för att stå med i textform. För övrigt finns i häftet bilder på bandet. Skivan släpptes även på kassett, men inte på vinyl. CD:n blev så småningom en storsäljare.

## Låtlista
| Nr           | Titel                                  | Längd   |
| ------------ | -------------------------------------- | ------- |
| 1.           | "Profit"                               | 2:03    |
| 2.           | "Ung & sänkt"                          | 1:57    |
| 3.           | Tyst för fan                           | 2:29    |
| 4.           | "Mona Tumbas Slim Club"                | 2:25    |
| 5.           | "Vad skall du bli?"                    | 2:40    |
| 6.           | Häng Gud                               | 2:03    |
| 7.           | "We're Only in It for the Drugs No. 1" | 4:20    |
| 8.           | Totalvägra                             | 1:49    |
| 9.           | Beväpna er                             | 3:18    |
| 10.          | "Det måste vara radion"                | 2:07    |
| 11.          | "Pervers politiker"                    | 2:02    |
| 12.          | Staten & kapitalet                     | 5:21    |
| 13.          | "Ung & kåt"                            | 3:11    |
| 14.          | "800°"                                 | 3:44    |
| 15.          | "Mamma, pappa, barn"                   | 2:58    |
| 16.          | "Mental istid"                         | 3:01    |
| 17.          | "Scheisse"                             | 3:10    |
| 18.          | "Flyktsoda"                            | 3:53    |
| 19.          | "Uppgång & fall"                       | 3:37    |
| 20.          | "Die Mauer"                            | 4:01    |
| 21.          | "Tittar på TV"                         | 5:28    |
| 22.          | "Nu släckas tusen människoliv"         | 2:54    |
| Total längd: | Total längd:                           | 1:08:31 |